# Csanna (buddhizmus)
Csanna (páli: Channa, szanszkrit: Chandaka), dicső nevén Az isteni kocsihajtó Sziddhártha herceg királyi szolgája és kocsihajtója volt az i. e. 6. századi Sákja birodalom fővárosában Kapilavasztuban (a mai India Bihár és Uttar Prades állam). Csanna később Gautama Buddha tanítványa lett és elérte az arhat (megvilágosodott) tudatszintet, a Dhammapada 78. verse szerint.

## Élete
Csanna Suddhódana király udvarában volt szolga, személyesen Sziddhártha herceg szolgálatában, akit a palota falain belül kényeztettek és elhalmoztak minden földi jóval, hogy ne legyen tudomása a világi emberek szenvedéseiről. Ezt egy jóslat miatt tették, amelyet egy Aszita nevű tudós jövendölt, amely szerint Sziddhártha egy nap lemond a trónról és a spirituális utat választja és saját erőből eléri a megvilágosodást. Csanna volt a kocsis, amikor Sziddhártha – miután kiszökött a palotából – megtapasztalta a négy gondolatébresztő látványt (egy öregember, egy beteg ember, egy holttest és egy aszkéta). A Csanna magyarázataival kiegészített négy látvány hatására döntött úgy a herceg, hogy felhagy a világi élettel és – az abban a korban népszerű – vándor szerzetesként folytatja életét.
Csanna először tiltakozott, hogy Sziddhártha ne hagyja őt el, majd felnyergelte a herceg számára Kanthaka nevű lovát majd kivezette őket a városból, az Anoma-folyó széléig.
Miután Sziddhártha később meditáció révén Gautama Buddhaként elérte a megvilágosodást és visszatért Kapilavasztuba, Csanna csatlakozott hozzá és beállt a buddhisták közösségébe, a Szanghába. Eleinte hatalmaskodóan bánt a többi szerzetessel és gyakran kritizálta Buddha két legfőbb tanítványát, Száriputtát és Maudgaljájanát. Gautama Buddha parinirvánája előtt arra kérte Ánanda nevű tanítványát, hogy használja a brahmadanda nevű mitológiai fegyvert Csanna ellen, amely által a többi szerzetes nem foglalkozna többet Csannával. Csanna végül megbánta a magaviseletét és elnézést kért a közösség tagjaitól. Végül ő is elérte az arhat tudatszintet.